# Польський Ілля Самійлович
Ілля́ Самі́йлович По́льський (18 серпня 1924, Звенигородка — 15 липня 2001, Харків) — український композитор, фольклорист, кандидат мистецтвознавства, професор (1993).

## Короткий життєпис
Народився 18 серпня 1924 року у містечку Звенигородка. Здобув науковий ступінь кандидата мистецтвознавства, дисертація «Колядні цикли в Україні та Білорусі» (1978).
Брав участь в німецько-радянській війні. 1949 року закінчив Харківську консерваторію — по класу композиції у Дмитра Клебанова та по музичній теорії у Михайла Тіца.
В 1947—1962 роках викладав у Харківському музичному училищі. Від 1962 року викладав, з 1969-го завідував кафедрою в Харківському інституті культури. Створив Лабораторію фольклору та етнографії Слобідської України разом з В. М. Осадчою на кафедрі українського народного співу та музичного фольклору Харківської державної академії культури. 
Є автором праць, присвячених музичному фольклору, зокрема в збірниках «Проблеми фольклору народів СРСР» та «Українське музикознавство».
Його донька — Польська Ірина Іллівна — доктор мистецтвознавства, професор кафедри теорії та історії музики ХДАК.

## Науковий доробок
- Польський І.  Художні особливості ігрових циклів колядної пісенності на Україні та в Білорусії / І. Польський // Українське музикознавство : (наук.-метод. міжвідом. щорічник) / [редкол.: М. М. Гордійчук та ін.]. — Київ : Муз. Україна, 1973. — Вип. 8. — С. 121–145.
- Польський І. С. Специфіка фольклору україно-російського покордоння / І. С. Польський // Культура України. — Харків : ХДІК, 1997. — Вип. 4. — С. 159–166.
- Осадча В. М. Харківська державна академія культури як один із центрів вивчення фольклорного процесу на Слобожанщині / В. М. Осадча, І. С. Польський // Культура України. — Харків : ХДАК, 1999. — Вип. 5. — С. 200–206.
- Польський І. С. Українська лірична пісня / І. С. Польський, В. Й. Проценко // Педагогический вестник Приднестровья. — 1999. — № 2/3. — С. 134–136.